# Ciro Ferrara
Ciro Ferrara (Napels, 11 februari 1967) is een Italiaans voetbaltrainer en voormalig voetballer. Met Napoli en Juventus wist Ferrara als speler zowel nationaal als internationaal vele prijzen te winnen.

## Clubcarrière
Ferrara speelde tussen 1985 en 2005 voor Napoli en Juventus in totaal 529 competitiewedstrijden waarin hij 28 doelpunten maakte.

## Interlandcarrière
Ferrara kwam 49 keer uit voor het Italiaans voetbalelftal. Hij maakte zijn debuut op 10 juni 1987 in de vriendschappelijke wedstrijd tegen Argentinië in Zürich, net als doelman Stefano Tacconi (Juventus). Italië won dat duel met 3-1, onder meer door treffers van Fernando De Napoli en Gianluca Vialli. Hij vormde in dat duel een verdediging met Luigi De Agostini, Salvatore Bagni en Giovanni Franchini. Daarnaast behoorde hij tot het olympische elftal dat in 1988 deelnam aan het voetbaltoernooi op de Zomerspelen in Seoel. Daar verloor de ploeg van bondscoach Francesco Rocca van West-Duitsland in de strijd om de bronzen medaille.

## Trainerscarrière
Op 18 mei 2009 werd Ferrara aangesteld als interim-hoofdtrainer bij Juventus na het ontslag van Claudio Ranieri. Een maand later werd dit een definitieve aanstelling als hoofdtrainer. Op 29 januari 2010 werd hij ontslagen als hoofdtrainer en vervangen door Alberto Zaccheroni.  De Oude Dame verloor negen van de laatste twaalf wedstrijden onder Ferrara. In oktober van dat jaar volgde hij Pierluigi Casiraghi op als bondscoach van Italië onder 21. In juli 2012 ging hij aan de slag als hoofdtrainer van het net gepromoveerde Sampdoria. Hij werd na zeventien speelronden echter op straat gezet. In juli 2016 vertrok Ferrara naar Wuhan Zall, waar hij tot maart 2017 actief was als hoofdtrainer.

## Erelijst

### Als speler
SSC Napoli
- Serie A: 1986/87, 1989/90
- Coppa Italia: 1986/87
- Supercoppa Italiana: 1990
- UEFA Cup: 1988/89

 Juventus
- Serie A: 1994/95, 1996/97, 1997/98, 2001/02, 2002/03
- Coppa Italia: 1994/95
- Supercoppa Italiana: 1995, 1997, 2002, 2003
- UEFA Champions League: 1995/96
- UEFA Super Cup: 1996
- Wereldbeker voor clubteams: 1996
- UEFA Intertoto Cup: 1999

### Als assistent-bondscoach
Italië
- FIFA WK: 2006